# Letnie Grand Prix w kombinacji norweskiej 2007
Letnie Grand Prix w kombinacji norweskiej 2007 – dziesiąta edycja LGP w historii kombinacji norweskiej. Sezon składał się z czterech konkursów indywidualnych i jednego drużynowego. Rozpoczął się 24 sierpnia 2007 roku w Klingenthal, a zakończył 2 września 2007 w Bischofshofen. Tytułu sprzed roku bronił Austriak Christoph Bieler. W tej edycji zwyciężył jego rodak David Kreiner.

## Kalendarz i wyniki
| Lp | Data             | Miejscowość   | Konkurencja           | 1 miejsce                               | 2 miejsce                                       | 3 miejsce                                |
| -- | ---------------- | ------------- | --------------------- | --------------------------------------- | ----------------------------------------------- | ---------------------------------------- |
| 1. | 24 sierpnia 2007 | Klingenthal   | Gundersen HS65/7,5 km | E. Frenzel                              | B. Kircheisen                                   | A. Rainer                                |
| 2. | 26 sierpnia 2007 | Oberhof       | Gundersen HS140/15    | D. Kreiner                              | J. Lamy-Chappuis                                | W. Denifl                                |
| 3. | 29 sierpnia 2007 | Val di Fiemme | Gundersen HS134/15 km | D. Kreiner                              | J. Lamy-Chappuis                                | B. Gruber                                |
| 4. | 1 września 2007  | Berchtesgaden | HS98/2x7 km drużynowy | Austria I David Kreiner · Mario Stecher | Francja I Maxime Laheurte · Jason Lamy Chappuis | Niemcy I Eric Frenzel · Björn Kircheisen |
| 5. | 2 września 2007  | Bischofshofen | Gundersen HS140/15 km | J. Lamy-Chappuis                        | D. Kreiner                                      | W. Denifl                                |

## Klasyfikacja końcowa
| Miejsce | Zawodnik            | Punkty |
| ------- | ------------------- | ------ |
| 1.      | David Kreiner       | 370    |
| 2.      | Jason Lamy Chappuis | 332    |
| 3.      | Björn Kircheisen    | 236    |
| 4.      | Eric Frenzel        | 211    |
| 5.      | Wilhelm Denifl      | 180    |
| 6.      | Bernhard Gruber     | 170    |
| 7.      | Maxime Laheurte     | 150    |
| 8.      | Mario Stecher       | 124    |
| 9.      | Alfred Rainer       | 106    |
| 10.     | Tomáš Slavík        | 105    |
| . . .   |                     |        |
| 29.     | Marcin Mąka         | 5      |